# (4251) Kavasch
(4251) Kavasch ist ein Hauptgürtelasteroid, der am 11. Mai 1985 von Carolyn Shoemaker vom Palomar-Observatorium aus entdeckt wurde.
Die zeitlosen (nichtoskulierenden) Bahnelemente von (4251) Kavasch sind fast identisch mit denjenigen des kleineren, wenn man von der Absoluten Helligkeit von 15,1 gegenüber 13,9 ausgeht, Asteroiden (9922) Catcheller.
(4251) Kavasch wurde nach dem deutschen Lehrer und Hobby-Geologen Julius Kavasch (1920–1978) sowie seinem Sohn, dem Heimatforscher und Kommunalpolitiker Wulf-Dietrich Kavasch, benannt.